# Edwin Aquino
Edwin Leonardo Aquino (9 novembre 1984) è un pallavolista portoricano, centrale dei Changos de Naranjito.

## Carriera

### Club
La carriera di Edwin Aquino inizia nella stagione 2003, quando debutta nella Liga de Voleibol Superior Masculino coi Playeros de San Juan, dove milita per cinque annate, raggiungendo la finale scudetto nell'annata del debutto; in questo periodo, fa anche una esperienza all'estero, giocando il campionato 2005-06 in Argentina con l'Azul.
Col trasferimento della sua franchigia a Guaynabo, dal campionato 2008 gioca per i Mets de Guaynabo, restandovi per due annate, prima di approdare nel campionato 2010 ai Caribes de San Sebastián.
Nella stagione 2011-12, in seguito al trasferimento della sua franchigia a Fajardo, approda ai Cariduros de Fajardo, coi quali gioca due annate e si aggiudica il primo scudetto della sua carriera. Dopo la mancata iscrizione della sua squadra al campionato 2013-14, gioca in prestito ai rinati Caribes de San Sebastián, che lascia nel campionato seguente, tornando ai Cariduros de Fajardo, che tuttavia non si iscrivono nuovamente nella stagione 2015, nella quale approda in prestito agli Indios de Mayagüez, dopo una breve parentesi ai Patriotas de Lares.
Nel campionato 2016-17 fa ritorno ai Cariduros de Fajardo, mentre nel campionato seguente approda ai Gigantes de Adjuntas. Dopo un periodo di inattività, torna in campo nel corso della Liga de Voleibol Superior Masculino 2019 coi neonati Mulos de Juncos: in seguito, a causa della cancellazione della LVSM del 2020, torna in campo nella stagione 2021 coi Changos de Naranjito, vincendo lo scudetto.

### Nazionale
Nel 2006 fa il suo debutto nella nazionale portoricana, vincendo la medaglia d'oro ai XX Giochi centramericani e caraibici. In seguito con la nazionale si aggiudica due medaglie di bronzo, la prima al campionato nordamericano 2009 e la seconda alla Coppa panamericana 2010.

## Palmarès

### Club
- Campionato portoricano: 2

2011-12, 2021

### Nazionale (competizioni minori)
- Giochi centramericani e caraibici 2006
- Coppa panamericana 2010